# Алекс Мінейро
Александер Перейра Кардозо (порт. Alexander Pereira Cardoso), більш відомий як Алекс Мінейро (порт. Alex Mineiro, нар. 15 березня 1975, Белу-Оризонті) — бразильський футболіст, що грав на позиції нападника. Футболіст року в Бразилії (2001).

## Ігрова кар'єра
Народився 15 березня 1975 року в місті Белу-Оризонті. Вихованець футбольної школи клубу «Америка Мінейру», за який і почав професійну кар'єру в 1996 році. У 1997 році Алекс перейшов в інший клуб з Белу-Орізонті, на той момент один з найсильніших клубів світу — «Крузейру». У його складі в тому ж році він став переможцем Кубка Лібертадорес та чемпіоном штату Мінас-Жерайс.
Згодом з 1998 по 2000 рік грав у складі команд клубів «Віторія» (Салвадор), «Баїя», «Уніан Барбаренсе» та знову за «Крузейру».
У 2001 році Алекс Мінейро приєднався до «Атлетіку Паранаенсе», де разом з Клебером Перейрою склав найкращу зв'язку форвардів в бразильській Серії A. Хет-трик в першому фінальному матчі чемпіонату в ворота «Сан-Каетано» дозволив «Атлетіко» святкувати перемогу 4:2, а ще один гол Алекса Мінейро в матчі-відповіді (0:1) приніс перемогу і в усьому турнірі. За підсумками 2001 року Алекс Мінейро був визнаний найкращим футболістом Бразилії і потрапив в символічну збірну чемпіонату Бразилії. Однак, незважаючи на весь тиск футбольної громадськості Бразилії, тренер збірної Луїс Феліпе Сколарі не взяв ані його, ані найкращого бомбардира Бразілейрао-2001 Ромаріо на чемпіонат світу 2002 року в Японію і Корею. На турнір відправився партнер Алекса Жозе Клеберсон.
У 2003 році Мінейро недовго пограв за мексиканський «УАНЛ Тигрес», після чого повернувся в «Атлетіку Паранаенсе», з якого здавався в оренду в «Атлетіко Мінейру» та японський «Касіма Антлерс».
У 2008 році Алекс перейшов у «Палмейрас», де вперше у своїй кар'єрі виграв титул найкращого бомбардира — забиті Мінейро 15 голів дозволили «Палмейрасу» вперше з 1996 року святкувати перемогу в Лізі Паулісті.
У 2009 році Алекс Мінейро виступав за «Греміо» з Порту-Алегрі, після чого повернувся в «Атлетіко Паранаенсе», де і завершив кар'єру в 2010 році.

## Титули і досягнення

### Командні
- Чемпіон Бразилії (1):

«Атлетіку Паранаенсе»: 2001
- Чемпіон штату Мінас-Жерайс (1):

«Крузейру»: 1997
- Чемпіон штату Парана (2):

«Атлетіку Паранаенсе»: 2001, 2005
- Чемпіон штату Сан-Паулу (1):

«Палмейрас»: 2008
- Володар Кубка Лібертадорес (1):

«Крузейру»: 1997

### Особисті
- Найкращий футболіст Бразилії: 2001
- Найкращий бомбардир Ліги Пауліста: 2008 (15 голів)